# Muraena pavonina
Muraena pavonina es una especie de pez anguiliforme de la familia Muraenidae.

## Morfología
Los machos pueden llegar a alcanzar los 51,2 cm de longitud total.

## Distribución
Se encuentra al noreste del Brasil.